# Jean-Marie van der Dilft de Borghvliet
Jean Marie Joseph van der Dilft de Borghvliet (Brussel, 6 augustus 1745 - 14 december 1831) was een Zuid-Nederlands edelman.

## Levensloop
De familie van der Dilft verkreeg voor het eerst adelsbrieven in 1598, ten gunste van Henri van der Dilft. In 1771 werd de titel graaf verleend aan Nicolas van der Dilft, heer van Borghvliet.
Deze graaf Nicolas Jean Eugène van der Dilft (ca. 1710 - ca. 1772), licentiaat in de rechten, werd burgemeester van Brussel in 1742, 1748, 1756 en 1770. Hij was ook schepen van Brussel van 1731 tot 1736 en van 1750 tot 1752, en thesaurier in 1760. Hij was een zoon van Maximilianus Eugenius van der Dilft († 1721) en van Anna Theresia de Sanvictor († 1717). Langs zijn vader behoorde hij tot de Leuvense geslachten, langs zijn moeder tot de Brusselse geslachten.
Hij trouwde in 1744 met Rosa Alexandrina Coloma, langs wie hij bijkomend toetrad tot de Brusselse geslachten langs de familie Serroelofs. Langs zijn echtgenote kwam hij in het bezit van het aanzienlijk fortuin Coloma. Hun zoon Jean-Marie van der Dilft trouwde in 1785 met Marie-Thérèse de Vischer (1766-1798) en in 1818 met Marie-Alexandrine d'Overschie (1771-1823).
In de Oostenrijkse Nederlanden was Jean-Marie kamerheer van de keizer. Tijdens de revolutiejaren vluchtte hij naar Duitsland en woonde in Düsseldorf, waar zijn zoon in 1794 geboren werd. Hij keerde in de Franse tijd terug, zonder een rol te spelen. Tijdens het Verenigd Koninkrijk der Nederlanden werd hij kamerheer van koning Willem I der Nederlanden en lid van de Provinciale Staten van de provincie Zuid-Brabant.
In 1816 werd hij erkend in de erfelijke adel met de titel graaf, overdraagbaar bij eerstgeboorte en met benoeming in de Ridderschap van de provincie Zuid-Brabant. Hij erfde het domein en kasteel Coloma te Sint-Pieters-Leeuw.
Het echtpaar Dilft-Vischer had twee dochters, die vroeg stierven, en een zoon, Antoine van der Dilft (Düsseldorf, 1794 - Brussel, 1844), getrouwd met Victoire Godfrinon. Hij werd burgemeester van Sint-Pieters-Leeuw. Zijn enige zoon, eveneens Antoine (1833-1912), trouwde met barones Marie-Julie Gericke van Herwynen (1851-1910). Bij die gelegenheid verkreeg hij uitbreiding van de overdraagbaarheid van de grafelijke titel op alle afstammelingen. Hij had echter maar een enkele dochter, Antoinette (1872-1947), die trouwde met graaf Albert de Limburg Stirum (1859-1931), een echtpaar dat ook kinderloos bleef. 
Met Antoine stierf de familie in mannelijke lijn uit in 1912 en met zijn dochter Antoinette de vrouwelijke lijn in 1947. Zij was de laatste bewoonster Van der Dilft op het kasteel Coloma. In 1943 had ze graaf en burgemeester van Huldenberg Thierry de Limburg Stirum (1904-1968) als haar zoon en erfgenaam geadopteerd.